# Colli Berici Pinot bianco
Le Colli Berici Pinot Bianco est un vin italien de la région Vénétie doté d'une appellation DOC depuis le 20 septembre 1973. Seuls ont droit à la DOC les vins blancs récoltés à l'intérieur de l'aire de production définie par le décret. 

## Aire de production
Les vignobles autorisés se situent en province de Vicence dans les communes Albettone, Alonte, Arcugnano, Barbarano Vicentino, Brendola, Castegnero, Grancona, Mossano, Nanto, Orgiano, San Germano dei Berici, Sovizzo, Villaga, Zovencedo ainsi qu'en partie les communes Asigliano Veneto, Campiglia dei Berici, Creazzo, Longare, Lonigo, Montebello Vicentino, Montecchio Maggiore, Montegalda, Montegaldella, Monteviale, Sarego, Sossano et Vicenza. Les vignobles se situent sur des pentes des collines Colli Berici au sud de Vicenza.

## Caractéristiques organoleptiques
- couleur : jaune paille clair
- odeur : vineux, intense
- saveur : sèche, harmonieux, riche, puissant

## Production
Province, saison, volume en hectolitres :
- Vicenza  (1990/91)  3232,29
- Vicenza  (1991/92)  3019,84
- Vicenza  (1992/93)  3756,97
- Vicenza  (1993/94)  3690,45
- Vicenza  (1994/95)  4231,1
- Vicenza  (1995/96)  4125,07
- Vicenza  (1996/97)  4949,62